# Адамс, Уолтер
Уолтер Адамс (англ. Walter Adams; 27 августа 1922, Вена — 8 сентября 1998, Ист-Лансинг, Мичиган, США) — американский экономист.

## Биография
Родился в 1922 году в Вене (Австрия). Его отец занимался международной торговлей алмазами, а мать была домохозяйкой. Семья переехала в 1935 году в США и поселилась в Бруклине (Нью-Йорк).
Окончил Бруклинский колледж в 1942 году со степень бакалавра. С апреля 1943 года в армии США. Служил в 83-й пехотной и 11-й танковой дивизии, участвовал в высадке в Нормандии. В 1945 году был награждён Бронзовой звездой за героическое поведение. После окончания Второй мировой войны учился в Йельском университете (магистр, 1946 год и доктор философии, 1947 год).
Преподавал в университете штата Мичиган (с 1947; профессор с 1956; президент с 1969 по 1970). В 1971 году Адамс опубликовал мемуары о своем опыте работы в качестве президента, под названием Test. Преподавал в университете до 1992 года. С 1992 года до самой смерти занимал должность заслуженного профессора в Тринити университета (штат Техас).
Сторонник антимонопольного регулирования. За время своей карьеры Уолтер Адамс написал более десятка книг.
Умер от рака поджелудочной железы 8 сентября 1998 года.

## Наследие
В 2002 году бывший ученик Адамса Р. Л. Питтман со своей женой пожертвовали 6 млн долларов для восстановления и обновления здания факультета экономики. За эту щедрость семье Питтман было разрешено дать имя восстановленному зданию. Они решили назвать его в честь Уолтера Адамса. Здание в настоящее время известный как зал Маршалл-Адамс (Marshall–Adams Hall).

## Основные произведения
- «Роль конкуренции в регулируемой промышленности» (The Role of Competition in the Regulated Industries, 1958);
- «Адам Смит едет в Москву: диалог о радикальных реформах» (Adam Smith Goes to Moscow: A Dialogue on Radical Reform, 1993, в соавторстве с Дж. Броком).